# Sălcioara, Dâmbovița
Sălcioara este un sat în comuna cu același nume din județul Dâmbovița, Muntenia, România. Satul se află în partea de sud-est a județului, pe malul stâng al râului Dâmbovița.
La recensământul din 18 martie 2002, populația satului Sălcioara era de 188 locuitori și satul avea 92 de case.
Clădirea școlii a fost transformată în grădiniță de copii.

## Evenimente

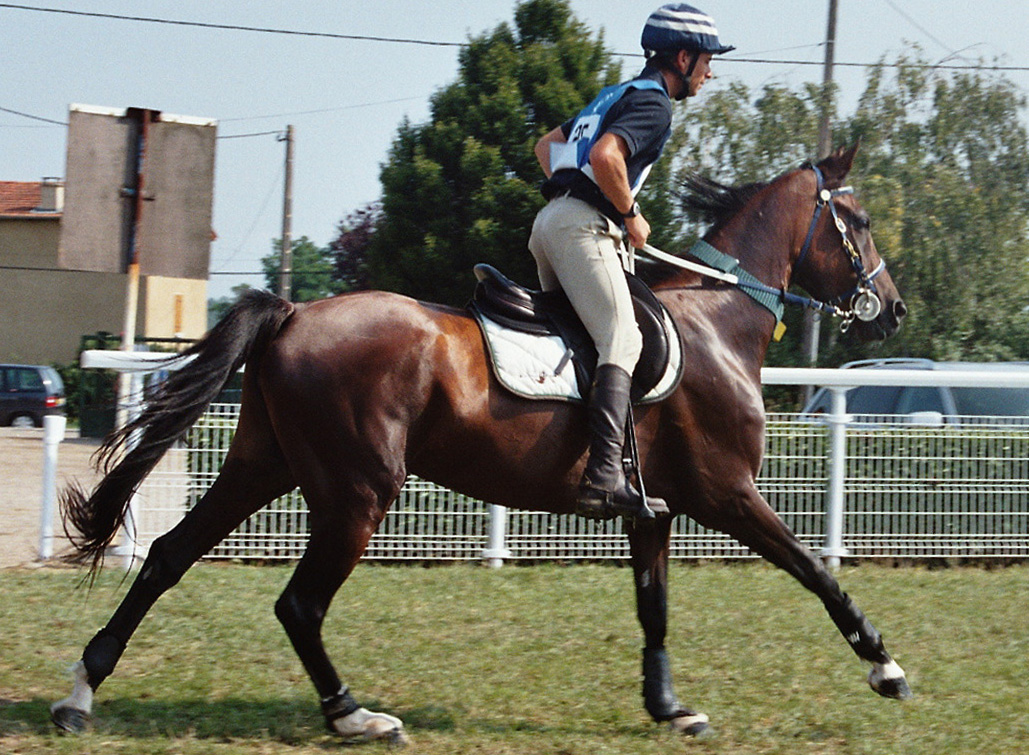
Cupa Shagya

În perioada 19 – 20 august 2016, la Sălcioara, Dâmbovița, s-a desfășurat Concursul național de anduranță „Cupa Shagya”, organizat de Asociația crescătorilor și proprietarilor de cai arabi din rasa Shagya Araber, fiind respectate în totalitate regulamentele FEI (Federația Ecvestră Internațională) și FER (Federația Ecvestră Română). 